# Sätramarken
Sätramarken är ett naturreservat i Norrköpings kommun i Östergötlands län.
Området är naturskyddat sedan 2007 och är 19 hektar stort. Reservatet som ligger i Kolmården består av äldre granskog, äldre lövträd/ekar och sumpskogar. Reservatet gränsar till Ågelsjöns naturreservat och går ner till Ågelsjön.

## Bilder

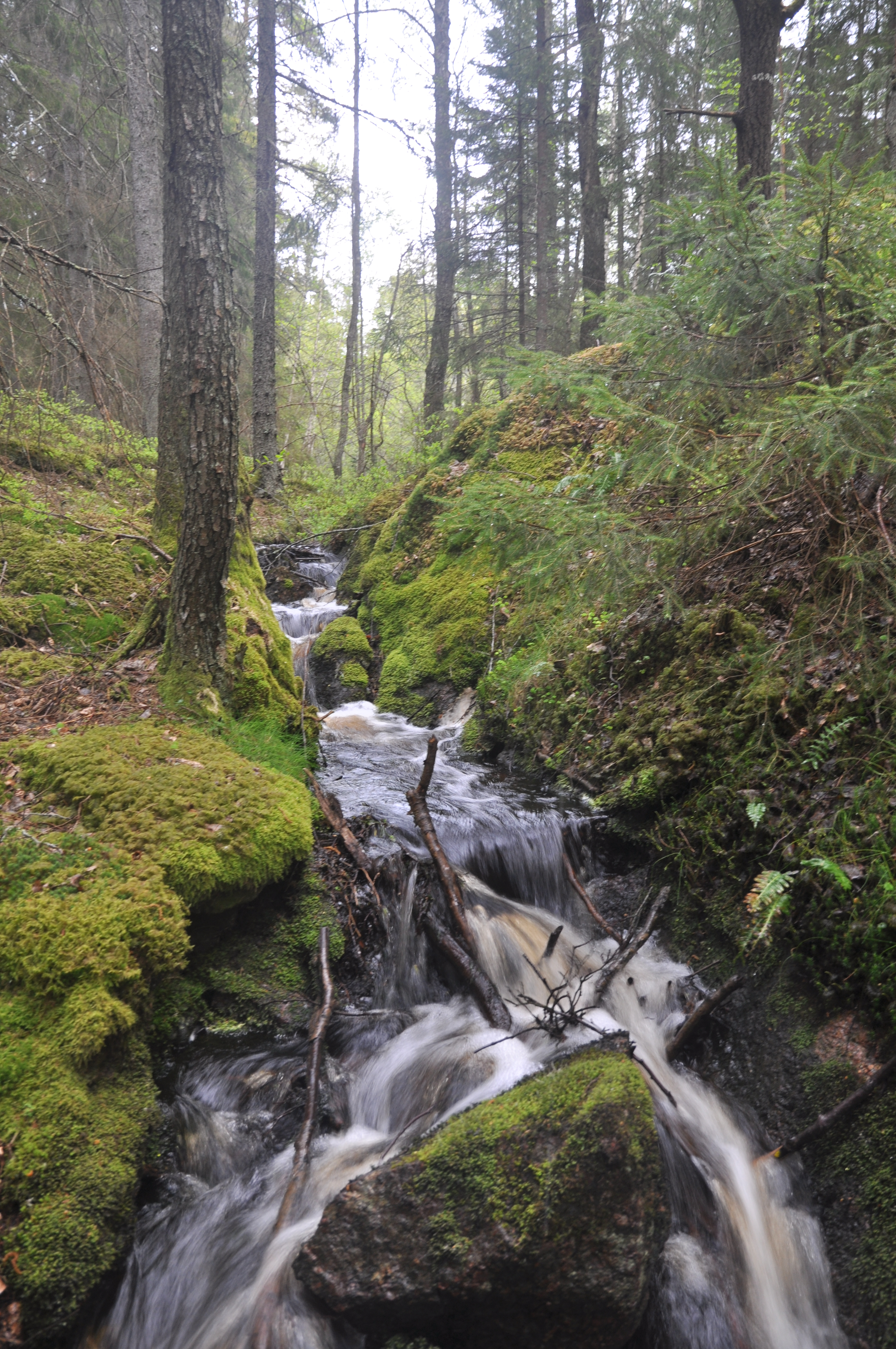
Den lilla bäck som rinner genom reservatet
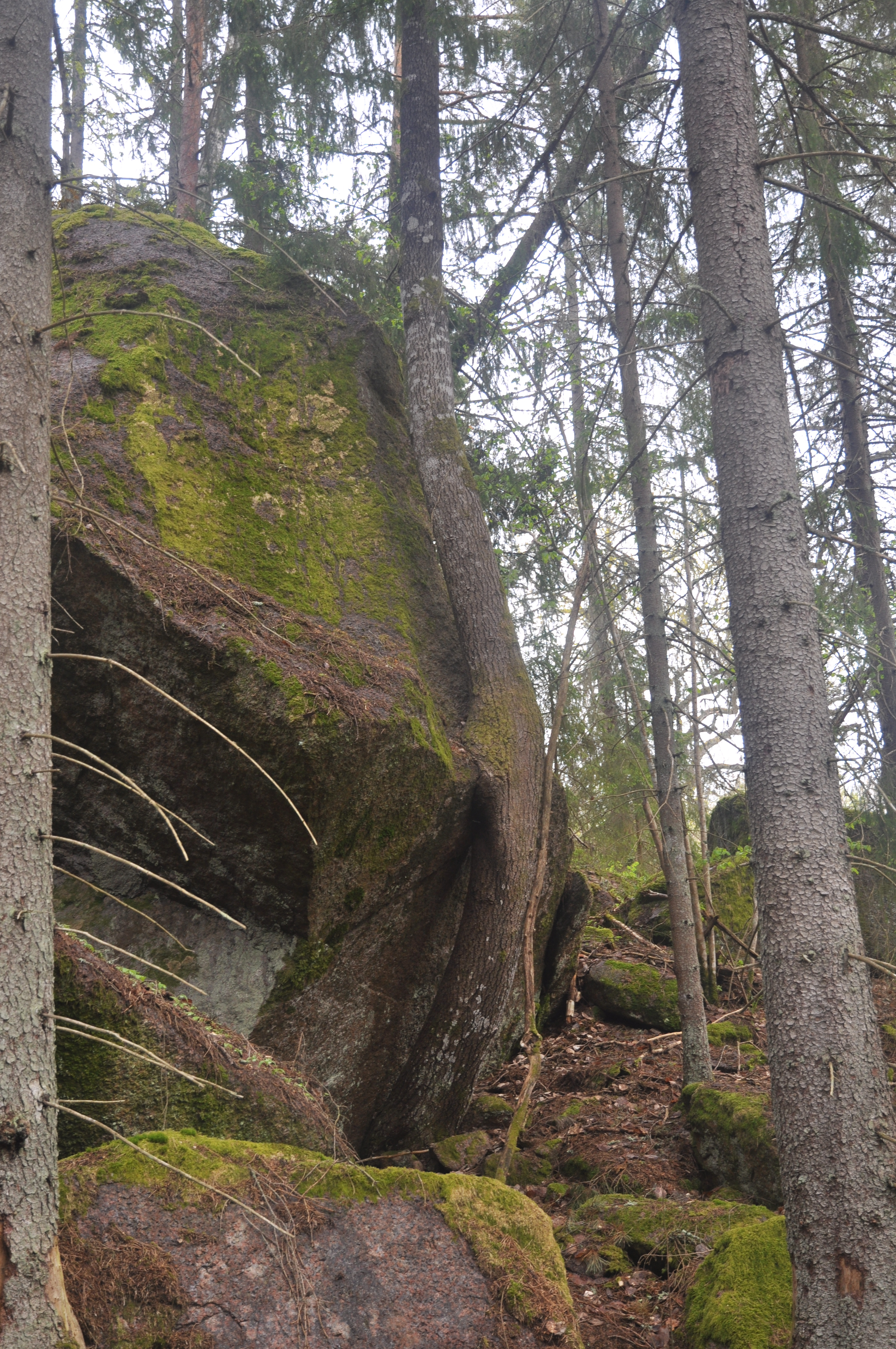
Stenblock